# Lopo Gonçalves
Lopo Gonçalves foi um navegador e explorador português do século XV que trabalhou para Fernão Gomes. Na costa de África foi dado o seu nome a um cabo, em homenagem às suas explorações (Cabo Lopez antigo Cabo Lopo Gonçalves).